# 津秋主
津 秋主（つ の あきぬし、生年不詳 - 宝亀4年閏11月15日（774年1月1日））は、奈良時代の貴族。姓は史のち連。官位は従四位下・造西大寺次官。勲等は勲六等。

## 経歴
右兵衛府少直を経て、聖武朝末の天平20年（748年）外従五位下に叙せられる。天平宝字2年（758年）8月の淳仁天皇即位後まもなく、秋主ら一族34人が以下を言上し史姓から連姓に改姓する。同年11月には内位の従五位下に叙せられた。
- 船氏・葛井氏・津氏は同一の祖先であるところ三氏に分かれた。その内二氏は連姓を与えられているが、秋主らのみ未だ改姓の恩恵に浴していない。そこで史の字を改めたい。

天平宝字7年（763年）尾張介に任ぜられるが、翌天平宝字8年（764年）9月に発生した藤原仲麻呂の乱では孝謙上皇側に付いたらしく、同月中に従五位上次いで正五位下と二階昇進し、10月には尾張守に昇格した。天平神護元年（765年）乱での功労により勲六等の叙勲を受け、天平神護2年（766年）従四位下に至った。
光仁朝の宝亀4年（773年）5月造西大寺次官に任ぜられるが、同年閏11月15日卒去。最終官位は造西大寺次官従四位下。

## 官歴
『続日本紀』による。
- 時期不詳：正六位下
- 天平17年（745年） 4月21日：見右兵衛府少直[1]
- 時期不詳：正六位上
- 天平20年（748年） 正月7日：外従五位下
- 天平宝字2年（758年） 8月27日：史姓から連姓に改姓。11月18日：従五位下（内位）
- 天平宝字7年（763年） 4月14日：尾張介
- 天平宝字8年（764年） 9月13日：従五位上。9月20日：正五位下。10月20日：尾張守
- 天平神護元年（765年） 正月7日：勲六等
- 天平神護2年（766年） 6月3日：従四位下
- 神護景雲3年（769年） 10月頃：見尾張守[2]
- 宝亀4年（773年） 5月19日：造西大寺次官。閏11月15日：卒去（造西大寺次官従四位下）